# Teoria delle singolarità
Per altri usi geometrici, vedi Punto singolare di una curva. Per altri usi scientifici e non, vedi Singolarità.
In matematica, la teoria delle singolarità studia spazi che sono quasi, ma non del tutto, delle varietà. Uno spago può servire come esempio di una varietà unidimensionale, se se ne trascura lo spessore. Si può creare una singolarità appallottolandolo, facendolo cadere sul pavimento e appiattendolo. In alcune parti lo spago piatto si incrocierà in una approssimativa forma a X. I punti sul pavimento in cui lo fa sono un tipo di singolarità, il punto doppio: un pezzetto del pavimento corrisponde a più di un pezzetto di spago. Forse lo spago si toccherà anche senza incrociarsi, come una "U" sottolineata. Questo è un altro tipo di singolarità. Diversamente dal punto doppio, non è stabile, nel senso che basterà una piccola spinta per sollevare il fondo della "U" dalla "sottolineatura".

## Come possono nascere le singolarità
Nella teoria delle singolarità si studia il fenomeno generale dei punti e degli insiemi delle singolarità, come parte del concetto che le varietà (spazi senza singolarità) possono acquisire punti speciali, singolari mediante vari percorsi. La proiezione è un modo, molto ovvio in termini visivi quando oggetti tridimensionali sono proiettati in due dimensioni (ad esempio in uno dei nostri occhi); guardando la statuaria classica le pieghe del drappeggio sono tra le caratteristiche più ovvie. Le singolarità di questo tipo includono le caustiche, molto familiari come i disegni della luce sul fondo di una piscina.
Altri modi nei quali si presentano le singolarità sono mediante la degenerazione della struttura delle varietà. Ciò implica la scomposizione della parametrizzazione dei punti; essa è importante nella relatività generale, dove una singolarità gravitazionale, in cui un campo gravitazionale è abbastanza forte da cambiare la struttura stessa dello spazio-tempo, si identifica con un buco nero. In contrasto, una lacerazione nella struttura di una varietà è un'anomalia topologica nella quale nessun campo - incorporato nella varietà - può convergere. La presenza di simmetria può essere un buon motivo per considerare gli orbifold (od orbivarietà), che sono varietà che hanno acquisito "angoli" in un processo di piegamento che assomiglia alla sgualcitura di una tovaglia.

## Singolarità in geometria algebrica

### Singolarità delle curve algebriche

Una curva con un punto doppio.

Una curva con una cuspide.

Storicamente, le singolarità furono notate per la prima volta nello studio delle curve algebriche. Il punto doppio a (0,0) della curva
{\displaystyle y^{2}=x^{2}+x^{3}\ }
e la cuspide là di
{\displaystyle y^{2}=x^{3}\ }
sono qualitativamente diverse, come si è appena visto nello schizzo. Isaac Newton eseguì uno studio dettagliato di tutte le curve cubiche, la famiglia generale alla quale appartengono questi esempi. Nella formulazione del teorema di Bézout si notò che tali punti singolari devono essere conteggiati con molteplicità (2 per un punto doppio, 3 per una cuspide), per tenere conto delle intersezioni delle curve.
Fu poi un passo breve definire la nozione generale di punto singolare di una varietà algebrica; cioè, ammettere dimensioni più elevate.

### La posizione generale delle singolarità in geometria algebrica
Tali singolarità in geometria algebrica in linea di principio sono le più facili da studiare, poiché sono definite da equazioni polinomiali e perciò in termini di un sistema di coordinate. Si può dire che il significato estrinseco di un punto singolare non è in questione; è solo che in termini intrinseci le coordinate nello spazio ambiente non traducono direttamente la geometria della varietà algebrica nel punto. Studi intensivi di tali singolarità condussero alla fine al fondamentale teorema di Heisuke Hironaka sulla risoluzione delle singolarità (in geometria birazionale in caratteristica 0). Questo significa che il semplice processo di "sollevare" un pezzo di spago da sé stesso, mediante l'uso "ovvio" di un incrocio in un punto doppio, non è necessariamente fuorviante: tutte le singolarità della geometria algebrica possono essere recuperate come una specie di crollo molto generale (attraverso processi multipli). Questo risultato si usa spesso implicitamente per estendere la geometria affine alla geometria proiettiva: è del tutto tipico per una varietà affine acquisire punti singolari sull'iperpiano all'infinito, quando si prende la sua chiusura nello spazio proiettivo. La risoluzione dice che tali singolarità possono essere gestite piuttosto come una (complicata) specie di compattificazione, che finisce con una varietà compatta (cioè, per la topologia forte, piuttosto che per la topologia di Zariski).

## La teoria liscia e le catastrofi
All'incirca nello stesso periodo del lavoro di Hironaka, stava ricevendo moltissima attenzione la teoria delle catastrofi di René Thom. Questa è un'altra branca della teoria delle singolarità, basata sul lavoro anteriore di Hassler Whitney sui punti critici. Grosso modo, un punto critico di una funzione liscia è dove l'insieme di livello sviluppa un punto singolare nel senso geometrico. Questa teoria si occupa delle funzioni differenziabili in generale, piuttosto che solo di quelle polinomiali. In compenso, si considerano solo i fenomeni stabili. Si può argomentare che, in natura, qualsiasi cosa distrutta da cambiamenti minuscoli non è destinata a essere osservata; il visibile è lo stabile. Whitney aveva dimostrato che con bassi numeri di variabili la struttura stabile dei punti critici è molto limitata, in termini locali. Thom si basò su questo e sul proprio lavoro precedente, per creare una teoria delle catastrofi che si supponeva potesse dare conto del cambiamento discontinuo in natura.

### La visione di Arnold
Benché Thom fosse un eminente matematico, la successiva versione alla moda della teoria delle catastrofi elementari propagata da Christopher Zeeman causò una reazione, in particolare da parte di Vladimir Arnold. Può darsi che questi sia stato in gran parte responsabile per aver applicato il termine teoria delle singolarità all'area che comprende il contributo della geometria algebrica, come pure a quella che scaturisce dal lavoro di Whitney, Thom e altri autori. Egli scrisse in termini che chiarivano il suo disgusto per l'enfasi troppo pubblicizzata data a una piccola parte del territorio. Il lavoro fondativo sulle singolarità lisce è formulato come la costruzione di relazioni di equivalenza sui punti singolari e sui germi di funzione. Tecnicamente questo implica azioni di gruppo dei gruppi di Lie sugli spazi di getti; in termini meno astratti si esaminano le serie di Taylor fino al cambiamento della variabile, identificando le singolarità con abbastanza derivate. Le applicazioni, secondo Arnold, si possono vedere nella geometria simplettica, come forma geometrica della meccanica classica.

### Dualità
Un'importante ragione per cui le singolarità causano problemi in matematica è che, con un cedimento della struttura della varietà, a failure of manifold structure, viene meno anche l'invocazione della dualità di Poincaré. Un importante progresso fu l'introduzione della coomologia delle intersezioni, che nacque inizialmente dai tentativi di ripristinare la dualità mediante l'uso di strati. Numerose connessioni e applicazioni derivarono dall'idea originaria, ad esempio il concetto di fascio perverso in algebra omologica.

## Altri possibili significati
La teoria summenzionata non si lega direttamente al concetto di singolarità matematica come valore nel quale una funzione non è definita. Per quello, si veda per esempio singolarità isolata, singolarità essenziale, singolarità eliminabile. La teoria monodroma delle equazioni differenziali, nel dominio complesso, intorno alle singolarità, entra effettivamente in relazione con la teoria geometrica. Grosso modo, la monodromia studia il modo in cui una mappa di copertura può degenerare, mentre la teoria delle singolarità studia il modo una varietà può degenerare; e questi campi sono collegati.